# Doren
Pour les articles homonymes, voir Doren (homonymie).
Doren est une commune autrichienne du district de Brégence dans le Vorarlberg.

## Geographie
Le territoire de Doren se trouve au nord-ouest du Bregenzerwald. La commune de Doren est membre du projet communautaire austro-allemand Parc naturel Nagelfluhkette. Les paysages sont marqués par des forêts, des monuments naturels, de nombreux cours d’eau, des marais d’altitude, des biotopes

## Économie et infrastructures
Etant donné que Doren est essentiellement tourné vers le sud et que le climat est très doux, c’est une destination appréciée pour les vacances.
Les touristes peuvent découvrir la « route du fromage du Bregenzerwald », qui regroupe des paysans, des restaurateurs, des entreprises et des artisans. Il existe par exemple à Doren une fromagerie d’alpages connue au-delà du village.  
Les fermes autour de Doren sont très dispersées et sont facilement exploitables. Etant donné que les paysans exploitent aussi les forêts, les deux activités sont des branches économiques importantes. La part de surfaces cultivées représente 48,9 % de la surface totale.

## Sport
Le club de foot de Doren fut fondé en 1978. Jusqu’à la saison 2005/2006, le FC Doren jouait comme club indépendant dans la ligue du Bregenzerwald, en 2e et 3e catégorie. En raison d’année creuse, le club a manqué de joueurs et en 2006, il a dû s’associer au FC Sulzberg. Après 4 ans de travail commun, les deux clubs ont décidé de se séparer. Le FC Doren a dû rejouer dans la dernière ligue, en 5e catégorie.
En 5 ans, le club est arrivé en 1ere catégorie pour la saison 2016/2017.